# Harry Powers
Pour les articles homonymes, voir Powers.
Harry F. Powers (né Harm Drenth, 17 november 1892 - 18 mars 1932), connu aussi comme Cornelius O. Pierson et A. R. Weaver, fut un tueur en série condamné à la pendaison en 1932, à Moundsville en Virginie-Occidentale. Il appâtait ses victimes avec des petites annonces sentimentales où il prétendait chercher l'amour, ses intentions réelles étant de dérober l'argent de ses victimes et de les tuer. Le roman de 1953 La Nuit du chasseur de Davis Grubb et le film du même nom de 1955 par Charles Laughton s'inspirent librement de l'histoire de Harry Powers. Le roman graphique de 2012 Harry & the helpless children de Sergio Aquindo retrace également l'histoire criminelle de Powers et de la fascination que l'affaire suscita dans la presse de l'époque. Tous les vivants, roman de Jayne Anne Phillips publié sous le titre Quiet Dell en 2013, s'inspire très largement des meurtres de Harry Powers.

## Biographie succincte
Harm Drenth est né en 1892 aux Pays-Bas. Sa famille émigra aux États-Unis d'Amérique en 1910. Les Drenth vécurent d'abord à Cedar Rapids, dans l'Iowa, puis migrèrent vers la Virginie-Occidentale en 1926. Harm ne souhaitait cependant pas devenir un fermier immigré, comme son père. Il aspirait à un plus haut standard de vie et prévoyait d'user des ressources et des occasions disponibles en Amérique et qui n'existaient pas dans son pays d'origine pour gagner de l'argent. Son ordre d'exécution indique qu'il n'a jamais effectué de service militaire.
En 1927, il épousa Luella Strother, propriétaire d'une ferme et d'une épicerie, après avoir répondu à sa petite annonce dans le Lonely Hearts Magazine (Le Magazine des cœurs solitaires). Bien que désormais marié, Powers décida de diffuser ses propres annonces sentimentales pour obtenir plus d'argent et de compagnie. Il y donna de fausses informations dans le but de gagner l'attention de femmes seules. Plusieurs répondirent à ses annonces. « Les archives des services postaux montrèrent par la suite que les réponses aux annonces de Powers montèrent jusqu'à un taux de 10 à 20 lettres par jour. » Powers construisit un garage et un sous-sol dans sa maison de Quiet Dell ; le garage se révéla plus tard avoir été le lieu où furent commis les assassinats pour lesquels il fut condamné.
Après son arrestation, en 1931, les recherches anthropométriques de la police par empreintes digitales et photographies apprirent qu'il avait été incarcéré en 1921-1922 pour cambriolage dans le comté de Barron dans le Wisconsin

## Meurtres
Usant du pseudonyme Cornelius O. Pierson, Powers commença une correspondance avec Asta Eicher, veuve et mère de trois enfants, qui vivait à Park Ridge dans l'Illinois. Powers rendit visite à Asta Eicher et ses enfants, Greta, Harry et Annabel, le 23 juin 1931 et peu après partit plusieurs jours avec Asta. Elizabeth Abernathy s'occupa des enfants jusqu'à ce qu'elle reçoive une lettre lui annonçant que « Pierson » était en route pour prendre les enfants et les emmener avec lui pour retrouver leur mère. Quand il arriva, il envoya un des enfants à la banque pour retirer de l'argent du compte d'Asta. L'enfant revint les mains vides car la signature sur le chèque était une forgerie. Powers et les enfants partirent alors en hâte ; il raconta aux voisins soucieux de leur disparition qu'ils partaient en voyage vers l'Europe.
Peu de temps après, Powers courtisa Dorothy Pressler Lemke de Northborough dans le Massachusetts, qui recherchait elle aussi l'amour à travers les petites annonces. Il l'amena dans l'Iowa pour l'épouser et la persuada de retirer 4 000 $ de son compte en banque. Dorothy Lemke ne s'aperçut pas qu'au lieu d'envoyer ses malles dans l'Iowa, où Powers prétendait vivre, il les fit adresser chez Cornelius O. Pierson de Fairmont, Virginie-Occidentale. Asta Eicher, ses enfants et Dorothy Lemke avaient ainsi disparu de manière inexpliquée.
Les meurtres de Powers vinrent au jour le 26 août 1931, quand la police s'intéressa à la disparition d'Asta Eicher et ses enfants et enquêta sur les dernières relations connues de celle‑là ; Cornelius O. Pierson était l'une d'elles. La police s'aperçut assez vite qu'aucune personne du nom de Cornelius Pierson ne vivait à Clarksburg (Virginie-Occidentale), mais que la description correspondait à celle de Harry Powers. Celui-ci fut arrêté en tant que suspect et le shérif Wilford B. Grimm obtint un mandat de perquisition pour son domicile de Quiet Dell.
Durant la perquisition de la maison, la police découvrit que les quatre pièces situées sous le garage constituaient une scène de crime. Des vêtements sanglants, des cheveux, un carnet de chèques brûlé, et l'empreinte sanglante d'un pied d'enfant furent découverts. Des citoyens de la ville commencèrent à arriver sur le lieu et purent constater la mise au jour des crimes commis par Powers. La police creusa un fossé fraîchement comblé découvert sur la propriété de Powers, et les corps d'Asta Eicher, ses enfants et Dorothy Lemke y furent trouvés. Les éléments découverts et les résultats de l'autopsie montrèrent qu'Asta Eicher et ses deux filles avaient été étranglées tandis que le jeune garçon avait été frappé à la tête avec un marteau. Lemke fut trouvée avec une ceinture autour du cou, avec laquelle elle avait été étranglée. Des lettres d'amour furent découvertes dans le coffre de l'automobile de Powers. Il avait répondu à beaucoup de femmes avec l'intention de s'emparer de leur argent et de les tuer, comme il venait de le faire avec ses récentes victimes.

## Emprisonnement et procès
Après l'arrestation de Powers, des milliers de personnes encerclèrent la prison du comté où il était retenu, le 20 septembre 1931, et réclamèrent qu'il soit livré à la foule qui exercerait ainsi sa propre justice. Le corps des pompiers de Clarksburg utilisa ses lances à incendie pour disperser la foule, et un peu plus tard des gaz lacrymogènes furent utilisés. Les responsables de la ville décidèrent de déplacer Powers au pénitencier de Moundsville pour le mettre à l'abri et calmer la foule.
Le procès de Powers se déroula dans la salle du Moore's Opera House de Clarksburg, compte tenu du grand nombre de personnes dans l'assistance. Il débuta le 7 décembre 1931 et dura cinq jours jusqu'à la condamnation. Un grand nombre de personnes témoigna contre Powers, s'ajoutant aux preuves trouvées dans sa maison ; il avait été vu en compagnie des victimes, aperçu récupérant leurs bagages, etc. Powers témoigna lui-même. Le 12 décembre 1931, Powers fut condamné à mort par pendaison, exécution fixée au 18 mars 1932. Le juge John Southern déclara : « La Cour statue que vous serez au pénitencier d'État de Moundsville, pour y être gardé et traité selon la procédure légale, puis pendu haut et court jusqu'à ce que mort s'ensuive, le 18 mars 1932 entre l'aube et le crépuscule ». À propos de ses crimes, Powers déclara que voir ses victimes mourir « [lui a] fait plus d'effet que n'importe quelle visite au bordel. »